# Smittia itachinudiocula
Smittia itachinudiocula är en tvåvingeart som beskrevs av Sasa och Kawai 1987. Smittia itachinudiocula ingår i släktet Smittia och familjen fjädermyggor. Inga underarter finns listade i Catalogue of Life.